# Бойко Іван Лук'янович
Іван Лук'янович Бойко (19 червня 1913, с. Тартаків, Сокальський повіт, Королівство Галичини та Володимирії, Австро-Угорщина — 31 січня 1990, м. Торонто, Канада) — український громадсько-політичний діяч, член ОУН, в'язень польських і німецьких концтаборів, один із засновників і редактор «Гомону України», директор видання в 1958 — 1968 роках, автор.

## Життєпис
Член ОУН з 1929 року.
З липня 1934 по березень 1935 ув'язнений в Березі Картузькій.
У грудні 1935 в Тартакові заарештований за приналежність до ОУН і поширювання підпільних видань, направлений до Львова, де утримувався в Бригідках.
10 червня 1936 у Львові засуджений на 6 років тюрми. На підставі амністії кару зменшено до 4 років ув’язнення.